# Quan hệ Malaysia – Việt Nam
Quan hệ Malaysia-Việt Nam (tiếng Malay Hubungan Malaysia-Vietnam) là mối quan hệ ngoại giao giữa Việt Nam và Malaysia, được thiết lập ngày 30/3/1973. Việt Nam đã mở đại sứ quán tại Kuala Lumpur và Malaysia đã mở đại sứ quán tại Hà Nội.

## Lịch sử
Việt Nam và Vương quốc Malacca của Mã Lai trong quá khứ đều đã từng triều cống cho Trung Quốc nhưng hai nước đã có mối quan hệ ngoại giao căng thẳng do Việt Nam đã công kích một vài công sứ Malacca.
Vào cuối những năm 1970 và 1980, mối quan hệ của các nước trở nên căng thẳng do hậu quả của cuộc chiến tranh Việt Nam - Campuchia và dòng thuyền nhân Việt Nam đổ vào Malaysia. Nghị quyết tiếp theo của các vấn đề này cho thấy sự phát triển của các mối quan hệ kinh tế và thương mại mạnh mẽ, và thương mại song phương giữa các nước phát triển mạnh mẽ, với sự mở rộng sang các lĩnh vực bao gồm công nghệ thông tin, giáo dục và quốc phòng.
Malaysia và Việt Nam là hai quốc gia Đông Nam Á với biên giới trên biển nằm trong vịnh Thái Lan và biển Đông. Hai nước có yêu sách chồng lấn trên thềm lục địa trong Vịnh Thái Lan. Tuy nhiên, hai nước đã đi đến một thỏa thuận cùng khai thác tài nguyên thiên nhiên trong khu vực tranh chấp trong thời gian chờ giải quyết tranh chấp chủ quyền.
Trong biển Đông, Malaysia và Việt Nam có liên quan đến những tuyên bố đa quốc gia trên quần đảo Trường Sa và vùng biển lân cận.
Malaysia hiện là nơi có một cộng đồng người nước ngoài lớn của Việt Nam bao gồm công nhân nhập cư, cô dâu, số lượng khoảng 100.000 người. Việt Nam cũng có một cộng đồng người nước ngoài nhỏ của Malaysia, bao gồm chủ yếu là các doanh nhân có trụ sở tại Thành phố Hồ Chí Minh và Hà Nội.

## Quan hệ ngoại giao

### Quan hệ ngoại giao với Miền Bắc Việt Nam sau này là Cộng hòa Xã hội Chủ nghĩa Việt Nam
Malaysia thiết lập quan hệ ngoại giao với Bắc Việt Nam vào ngày 31 tháng 3 năm 1973 ở cấp đại sứ sau khi Hiệp định Hòa bình Paris được ký kết năm đó.  Một thỏa thuận giữa các đại sứ của Malaysia và Việt Nam đã đạt được vào năm 1975. Năm sau, Malaysia lần đầu tiên mở đại sứ quán tại Hà Nội, trong khi Việt Nam cũng mở đại sứ quán tại Kuala Lumpur vào ngày 29 tháng 5 năm 1976. Vào giữa đến cuối những năm 1970, các mối quan hệ song phương đã căng thẳng khi Malaysia gây áp lực buộc Việt Nam phải nắm lấy khái niệm ZOPFAN, mà sau này được hiểu là một phiên bản của chính sách ngăn chặn chống cộng.
Khi chiến tranh Việt Nam - Campuchia nổ ra vào năm 1979, nhiều người Việt Nam đã tìm nơi ẩn náu ở Malaysia từ thời điểm đó trở đi vào những năm 1980 và gây ra các vấn đề an ninh kinh tế và quốc gia cho Malaysia đặc biệt là sự cân bằng chủng tộc của họ vì hầu hết người tị nạn Việt Nam giống người Trung Quốc. Quan hệ song phương được bình thường hóa từ năm 1988 trở đi, khi Việt Nam tuyên bố kế hoạch rút khỏi Campuchia.
Đầu những năm 1990, các nhà lãnh đạo chính phủ của cả hai nước đã tổ chức nhiều chuyến thăm và hội nghị ngoại giao, trong đó đưa ra nhiều thỏa thuận nhấn mạnh đến sự hợp tác và phát triển kinh tế. Tăng cường quan hệ cũng chứng kiến việc mở văn phòng lãnh sự quán tại thành phố Hồ Chí Minh vào tháng 3 năm 1991. Việt Nam bày tỏ sự quan tâm đến việc gia nhập ASEAN với sự hỗ trợ của Malaysia vào năm 1994 khi các nước tiếp tục thúc đẩy quan hệ kinh tế chặt chẽ. Việt Nam gia nhập ASEAN năm 1995; mục nhập của nó đã được chào đón nồng nhiệt bởi Malaysia.
Trong những năm 1990, quan hệ song phương được đặc trưng bởi hợp tác thương mại và kinh tế; các lĩnh vực hợp tác song phương khác đã được khám phá từ năm 2000 trở đi. Trong năm đó, Việt Nam và Malaysia đã đạt được thỏa thuận về các nỗ lực song phương trong thực thi pháp luật và đàn áp buôn bán ma túy xuyên quốc gia. Năm 2004, ba Bản ghi nhớ (MoU) trong các lĩnh vực công nghệ thông tin, giáo dục và quan hệ ngoại giao, và hợp tác nói chung đã được ký kết. Hợp tác song phương giữa hai nước cũng được mở rộng sang vấn đề quốc phòng vào năm 2008 khi một MoU khác được ký kết, đề xuất cho các khóa huấn luyện quân sự chung và hợp tác trong ngành công nghiệp quốc phòng giữa quân đội Malaysia và Việt Nam. MoU cũng cung cấp cho hải quân của cả hai nước để ngăn ngư dân Việt Nam xâm nhập vào vùng biển Malaysia để hoạt động đánh bắt cá cũng như kiểm soát cướp biển.

### Quan hệ ngoại giao với Miền Nam Việt Nam (Việt Nam Cộng hòa)
Quan hệ với nhà nước cũ của miền Nam Việt Nam được thiết lập khi miền Nam Việt Nam công nhận nền độc lập của Liên bang Malaya vào năm 1957.
Từ thời điểm đó, Malaysia đã viện trợ cho chế độ Nam Việt Nam trong cuộc chiến chống Việt Cộng và quân đội Bắc Việt. Thủ tướng Mã Lai Tunku Abdul Rahman đã có chuyến thăm đầu tiên vào năm 1958, được Tổng thống Nam Việt Nam Ngô Đình Diệm đáp lại hai lần vào ngày 28 tháng 31 năm 1958 vào tháng 10 năm 1961. Đến năm 1963, khi Malaya chuyển đổi sang Malaysia (có thêm một lãnh thổ ở đảo Borneo), chính phủ chính ở Kuala Lumpur lo ngại ảnh hưởng của những người cộng sản Bắc Việt sẽ đe dọa sự tồn tại của nó theo lý thuyết của Domino, do đó thay đổi vị trí của nó để trở thành rất ủng hộ sự can dự của Mỹ vào Chiến tranh Việt Nam vì Malaysia cũng đã trải qua một cuộc nổi dậy của cộng sản.
Tunku Abdul Rahman sau đó đã bày tỏ những lo ngại này vào tháng 12 năm 1966 và kêu gọi Hoa Kỳ và Vương quốc Anh cung cấp hỗ trợ hậu cần gia tăng cho các nỗ lực chiến tranh ở Việt Nam. Malaysia đã tổ chức các khóa đào tạo về hành chính công và chiến tranh rừng rậm cho các quan chức chính phủ, và cung cấp xe máy để củng cố khả năng hậu cần của cảnh sát và quân đội miền Nam.  Đến cuối chiến tranh Việt Nam năm 1975, Malaysia đã đóng cửa đại sứ quán tại Sài Gòn trong hai giai đoạn; đầu tiên, họ rút các đại sứ quán vào ngày 12 tháng 4 năm 1975, trước khi đóng cửa hoàn toàn 16 ngày sau đó, hai ngày trước khi Sài Gòn sụp đổ. Malaysia cũng đã mở rộng sự công nhận đối với Chính phủ Cách mạng lâm thời Cộng hòa miền Nam Việt Nam trong thời gian ngắn hình thành vào tháng 5 năm 1975, với lý do vị trí vô tư của Malaysia về tư tưởng chính trị và hệ thống xã hội.

## Thị thực
Từ ngày 25/11/2001, Việt Nam và Malaysia đã thực hiện miễn thị thực với công dân của hai nước mang tất cả các loại hộ chiếu, thời gian tạm trú không quá 30 ngày cho các mục đích: du lịch; tham dự các hoạt động thông tấn, báo chí; đi việc công; thăm thân nhân; đàm phán thương mại; đầu tư; tham dự các hoạt động thể thao; tham dự các hội nghị, hội thảo.

## Hợp tác kinh tế, thương mại
Thương mại song phương giữa Malaysia và Việt Nam đứng ở mức 2,2 triệu USD sau khi kết thúc Chiến tranh Việt Nam năm 1975. Trong ba năm đầu tiên sau chiến tranh, Malaysia đã đề xuất mở rộng hỗ trợ kinh tế và kỹ thuật cho các ngành công nghiệp cọ và cao su của Việt Nam. Malaysia đã xuất khẩu kẽm sang Việt Nam và ký hợp đồng tạo điều kiện cho việc nhập khẩu rau của Việt Nam vào Malaysia. Những hợp tác và đề xuất ban đầu này đã kết thúc sau khi Việt Nam đưa quân sang Campuchia năm 1979.
Hợp tác kinh tế đã dần hồi phục từ năm 1988, khi thương mại song phương giữa các nước đứng ở mức 50 triệu đô la. Năm 1990, thương mại song phương tăng lên 140 triệu đô la và lên tới 235 triệu đô la vào năm 1991. Trong khoảng thời gian này, các doanh nhân Malaysia bắt đầu mở khách sạn ở Vũng Tàu để phục vụ cho ngành du lịch phát triển mạnh mẽ. Tại hội nghị thượng đỉnh song phương năm 1992, cả hai nước đã nhất trí về ý tưởng khai thác dầu khí chung; Việt Nam có số lượng lớn các mỏ dầu ở Biển Đông. Trong khoảng thời gian này, các hội đồng thống kê của Malaysia và các công ty liên kết với chính phủ bao gồm Ngân hàng Negara, MIDAS và Petronas bắt đầu cung cấp các chương trình hỗ trợ kỹ thuật cho Việt Nam.
Việt Nam cũng tìm kiếm sự hỗ trợ của Malaysia để phát triển ngành ngân hàng; Ngân hàng Công cộng của Malaysia đã thành lập liên doanh với ngân hàng VID (sau này là ngân hàng ATM) để mở chi nhánh tại Hà Nội và Thành phố Hồ Chí Minh từ năm 1993 đến 1994. Đến năm 1994, Malaysia trở thành nhà đầu tư lớn thứ hai của ASEAN tại Việt Nam. Xuất khẩu từ Việt Nam sang Malaysia chủ yếu bao gồm gạo, cao su, hạt dầu và máy móc, trong khi Malaysia xuất khẩu máy móc, thiết bị và hóa chất chủ yếu có nguồn gốc từ hỗ trợ kinh tế của nhà tạo mẫu cho nước này. Các doanh nhân Malaysia chịu trách nhiệm phát triển Khu chế xuất An Don bắt đầu từ năm 1994 tại Đà Nẵng. Tại một cuộc họp của APEC năm 1994, Thủ tướng Mahathir Mohamad của Malaysia đã nói về niềm tin rằng Malaysia không cần phải tự chủ hoàn toàn trong thực phẩm và bày tỏ sự quan tâm của mình đối với việc mua một số thực phẩm từ Việt Nam như một biện pháp tăng cường quan hệ kinh tế. Hai năm sau, những chiếc xe Proton Wira do Malaysia sản xuất lần đầu tiên được bán tại Việt Nam. Một cuộc họp ủy ban chung giữa các quốc gia vào năm 1996 đã đưa các công nhân lành nghề và bán lành nghề vào Việt Nam từ Malaysia từ thời điểm đó trở đi. Từ năm 2002 đến 2003, làn sóng lao động Việt Nam đầu tiên đã đến Malaysia để cung cấp lao động cho lĩnh vực sản xuất mở rộng của nó. Đến năm 2003, có 67.000 công nhân Việt Nam tại Malaysia; cả hai nước đã ký một biên bản ghi nhớ miễn cho những người lao động Việt Nam không có kỹ năng cần phải có đủ tiếng Anh hoặc tiếng Mã Lai để đủ điều kiện làm việc. Số người có giấy phép lao động Việt Nam tăng nhẹ lên 80.000-90.000 vào năm 2011; sự hiện diện của họ sau đó mở rộng sang các lĩnh vực khác bao gồm xây dựng, dọn phòng, nông nghiệp và lĩnh vực dịch vụ.  Một số công nhân Việt Nam tìm được việc làm trong các nhà hàng Trung Quốc làm bồi bàn, và học nói một số tiếng Trung Quốc.  Năm 2015, Malaysia là nhà đầu tư lớn nhất của ASEAN tại Việt Nam với tổng số cam kết là 2,47 tỷ USD. Malaysia và Việt Nam đã ký một tuyên bố chung về quan hệ đối tác chiến lược trong các vấn đề kinh tế cùng với một bản ghi nhớ về tuần tra chung, liên lạc với đường dây nóng, phối hợp tìm kiếm và cứu hộ và phòng chống cướp biển ở Biển Đông. Ngoài ra còn có một phòng kinh doanh Malaysia tại Việt Nam.

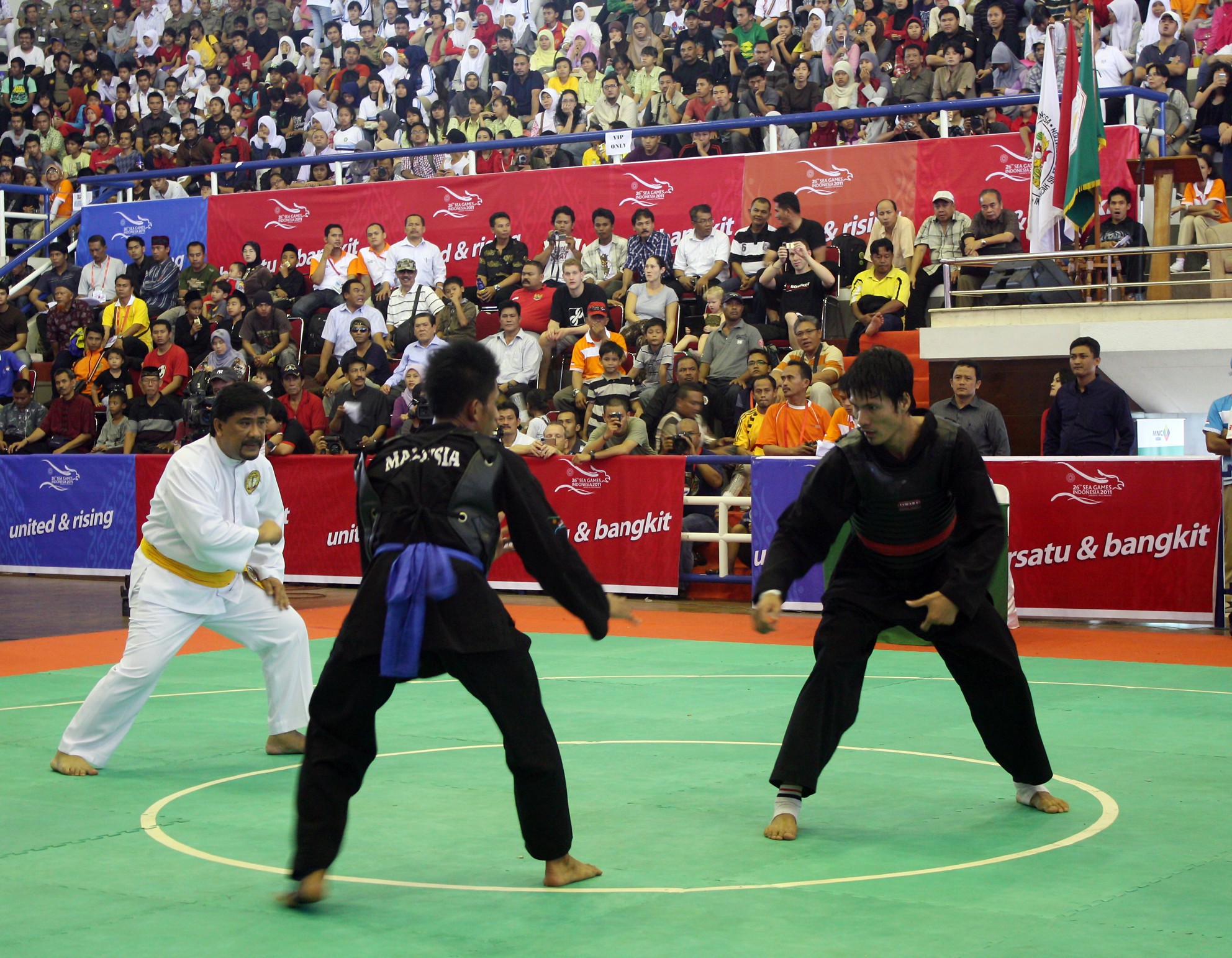
Một trận đấu Pencak Silat giữa Việt Nam và Malaysia

## Hợp tác xã hội
Một số lượng lớn đàn ông Malaysia có vợ ngoại quốc, đặc biệt là phụ nữ Việt Nam. Các điều khoản về những cuộc hôn nhân như vậy lần đầu tiên xuất hiện vào những năm 1990, nhưng vào những năm 2000, những cuộc hôn nhân này trở nên đặc biệt phổ biến với những người đàn ông Malaysia lớn tuổi ở Trung Quốc. Một ngành công nghiệp mai mối phát triển mạnh, trong đó các chú rể tương lai có thể chọn cô dâu Việt Nam dựa trên các chương trình đường bộ và phương pháp định hình đã phát triển. Vợ chồng người Malaysia viện lý do không thể tìm được người phối ngẫu tại địa phương vì các cam kết nghề nghiệp và mối quan hệ văn hóa giữa người Malaysia gốc Hoa và người Việt Nam là động lực chính của họ để tìm vợ người Việt.
Các công đoàn như vậy đã phải đối mặt với các vấn đề đáng kể, chẳng hạn như rào cản ngôn ngữ, trường hợp người vợ từ bỏ vợ hoặc chồng Malaysia và đưa con cái của họ trở về Việt Nam, và tống tiền. Một lãnh đạo cộng đồng người Trung Quốc, Michael Chong, cho biết lý do chính khiến các cô dâu Việt Nam bỏ trốn là họ không có khả năng thích nghi với cuộc sống và xã hội Malaysia, và nhiều phụ nữ đã kết hôn để thoát nghèo ở quê nhà.
Malaysia là quê hương của gần 100.000 công dân Việt Nam, chủ yếu tập trung tại các trung tâm công nghiệp ở các bang Tây Malaysia của Penang, Negeri Sembilan, Selangor và Johor. Lao động nhập cư Việt Nam đôi khi bị chủ nhân đối xử tệ bạc, và phải đối mặt với ký túc xá quá đông đúc, các khoản khấu trừ lương và lạm dụng thể chất tại nơi làm việc.  Một số lượng lớn tội phạm ở Malaysia, bao gồm cướp, hãm hiếp, giết người và mại dâm, đã được quy cho cộng đồng người Việt. Năm 2008, Tổng thanh tra của cảnh sát Malaysia Musa Hassan, cho biết cảnh sát Malaysia đã xử lý hơn 200 trường hợp phạm tội liên quan đến cộng đồng người Việt Nam trong năm 2008. Phụ nữ Việt Nam là phổ biến trong buôn bán mại dâm Malaysia, khách hàng Malaysia đã quy kết sự nổi tiếng của họ với vóc dáng quyến rũ và thực hành khách sạn tốt. Một số gái mại dâm Việt Nam đã báo cáo đã đăng ký thẻ sinh viên giả hoặc kết hôn giả với đàn ông địa phương để kiếm việc làm trong thương mại này.

## Đại sứ quán và lãnh sự quán
- Tại Việt Nam:
- Hà Nội (Đại sứ quán)
- Thành phố Hồ Chí Minh (Lãnh sự quán)

- Tại Malaysia:
- Kuala Lumpur (Đại sứ quán)